# Otice
Otice település Csehországban, a Opavai járásban. Otice Slavkov, Opava, Uhlířov és Branka u Opavy településekkel határos. Lakosainak száma 1497 fő (2024. január 1.).

## Népesség
A település lakosságának változását az alábbi diagram mutatja:
| Lakosok száma | 644  | 821  | 900  | 850  | 1156 | 1282 | 1421 | 1436 | 1433 | 1497 |
|               | 1869 | 1890 | 1921 | 1950 | 1980 | 2001 | 2017 | 2019 | 2022 | 2024 |